# Ильин, Александр Михайлович (генерал-майор)
Александр Михайлович Ильин (7 октября 1897 года, деревня Удемцово, ныне Вилегодский район, Архангельская область — 28 мая 1944 года, умер от ран на 1-м Белорусском фронте, похоронен в Луцке) — советский военный деятель, генерал-майор (1942 год).

## Начальная биография
Александр Михайлович Ильин родился 7 октября 1897 в деревне Удемцово ныне Вилегодского района Архангельской области.

## Военная служба

### Первая мировая и гражданская войны
В мае 1916 года был призван в ряды Русской императорской армии.
В чине младшего унтер-офицера принимал участие в боевых действиях на Юго-Западном фронте Первой мировой войны.
В декабре 1917 года демобилизован из армии. В июне 1918 года был призван в ряды РККА и служил инструктором всеобуча Сольвычегодского уездного военкомата, В мае 1919 года был назначен на должность заведующего оружием Сольвычегодского запасного батальона, а в августе — на должность командира отделения 84-го стрелкового полка Северного фронта.
С ноября 1919 года был курсантом Полтавских командных пехотных курсов, по окончании которых в октябре 1920 года был назначен на должность командира взводом запасного батальона Киевской бригады курсантов, а в ноябре того же года — на должность помощника командира и командира роты Заволжского стрелкового полка. Воевал на Северном, Восточном, Юго-Западном фронтах.

### Межвоенное время
В декабре 1922 года был назначен на должность командира отдельной стрелковой роты. В марте 1927 года был переведён на должность командира роты в 240-й стрелковый полк (80-я стрелковая дивизия).
В 1928 году окончил курсы усовершенствования комсостава «Выстрел».
В августе 1929 года был назначен на должность начальника полковой школы 20-го стрелкового полка, в ноябре 1930 года — на должность помощника начальника 1-й части штаба 24-й стрелковой дивизии, в сентябре 1931 года — на должность начальника 1-й части штаба Летичевского УР Украинского военного округа, в апреле 1937 года — на должность командира 64-го отдельного пулеметного батальона Киевского военного округа, а в октябре — на должность начальника 1-й части штаба 97-й стрелковой дивизии.
С июня 1938 года находился в спецкомандировке в Китае. С ноября 1939 года после возвращения состоял в распоряжении отдела специальных заданий Генштаба РККА. В марте 1940 года был назначен на должность заместителя командира 140-й стрелковой дивизии Киевского военного округа, а в марте 1941 года — на должность командира 228-й стрелковой дивизии этого же округа.

### Великая Отечественная война
С началом Великой Отечественной войны дивизия под командованием Ильина в составе 5-й армии (Юго-Западный фронт) принимала участие в приграничных сражениях, ведя оборону в районах городов Ковель и Дубно. В июле 1941 года Ильин за потерю руководства частями дивизии был отстранен от должности.
В октябре того же года был назначен на должность командира 261-й стрелковой дивизии (12-я армия, Южный фронт), участвовавшей в Донбасской оборонительной операции. Во время контрнаступления Южного фронта под Ростовом-на-Дону дивизия вела оборону на ворошиловградском направлении, не допустив его прорыва в тыл наступающим советским войскам. Александр Михайлович Ильин умело командовал частями дивизии в ходе Барвенково-Лозовской операции и в обороне в районе Ворошиловграда.
В июле 1942 года был тяжело ранен и отправлен в госпиталь. После выздоровления был направлен для обучения на ускоренный курс Высшей военной академии имени К. Е. Ворошилова, по окончании которого в июле 1943 года был назначен на должность командира 61-го стрелкового корпуса резерва Ставки ВГК. Вскоре корпус был включён в состав 21-й армии и участвовал в Смоленской наступательной операции. С апреля по май 1944 года корпус вёл наступление на оршанском и могилёвском направлениях, в ходе которого 22 мая 1944 года командир корпуса генерал-майор Александр Михайлович Ильин подорвался на мине и 28 мая умер от ран.

## Награды
- Орден Ленина;
- Орден Кутузова 2 степени;
- Медаль.